# KWRD
Koordinaten: 33° 32′ 9,6″ N, 96° 49′ 55,2″ W
KWRD-FM (The Word – Christian Talk) ist ein christlicher US-Radiosender mit Studios in Irving, Texas. KWRD-FM gehört der Inspiration Media of Texas, einem Subunternehmen der Salem Media Group und sendet für den Radiomarkt des Dallas-Fort-Worth-Metroplex.
Die Station sendet auf UKW 100,7 MHz mit 98 kW und ist damit einer der stärksten UKW-Sender der USA.
KWRD-FM ist auf sogenannte Infomercials spezialisiert und sendet auch christliche Talkshows mit James Dobson und Alistair Begg.